# Viola cordifolia
Viola cordifolia är en violväxtart som först beskrevs av Thomas Nuttall, och fick sitt nu gällande namn av Ludwig David von Schweinitz. Viola cordifolia ingår i släktet violer, och familjen violväxter. Inga underarter finns listade i Catalogue of Life.